# Давыдов, Иван Лукич
Ива́н Луки́ч Давы́дов (18 октября 1918, Московская губерния, РСФСР — 1 апреля 2018, Москва, Россия) — советский государственный деятель, заместитель Министра торговли СССР (1969—1987). Участник Великой Отечественной войны.
Почётный гражданин Тульской области (2018 г.).

## Документы

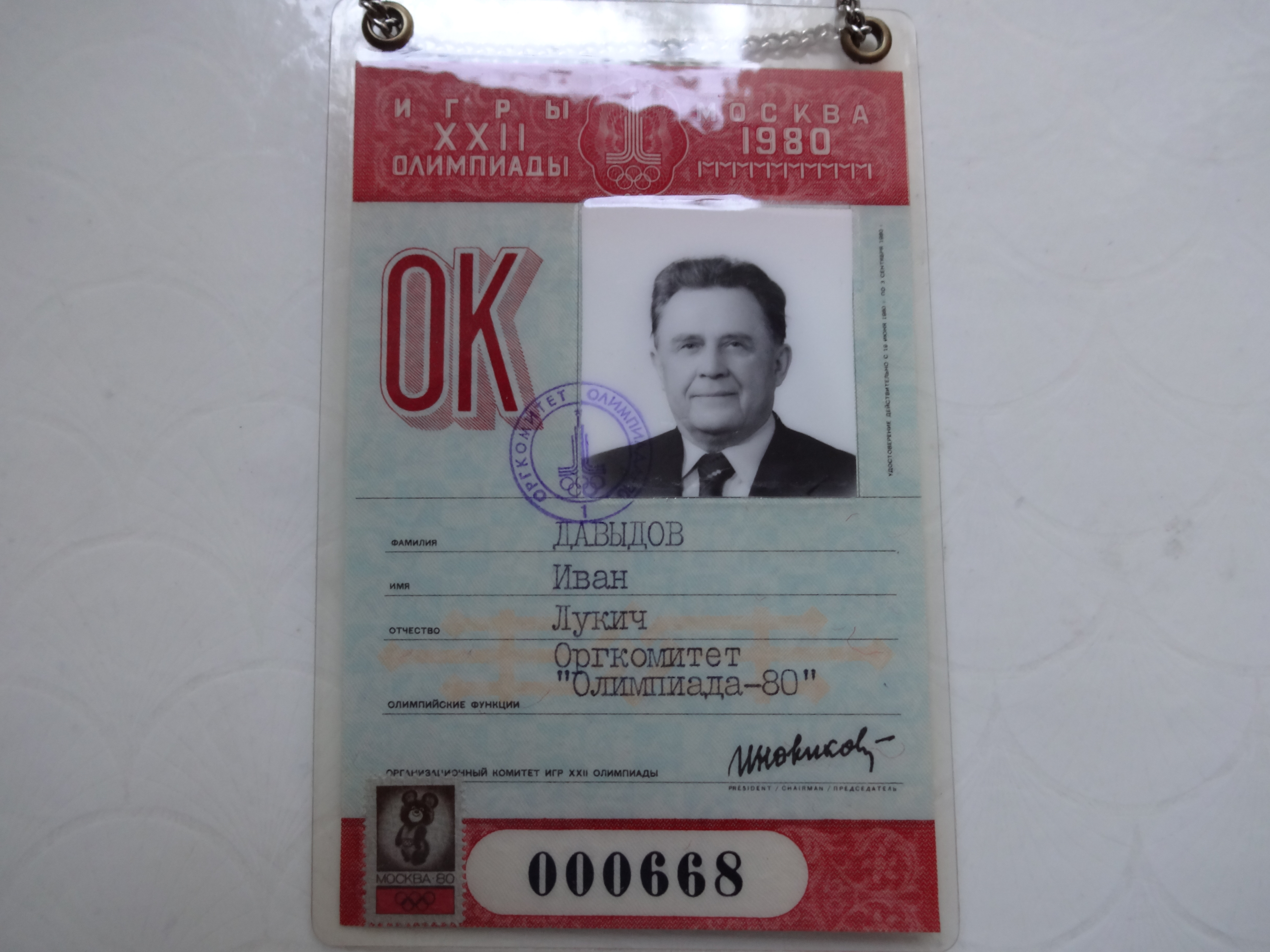
Удостоверение «Олимпиада-1980»

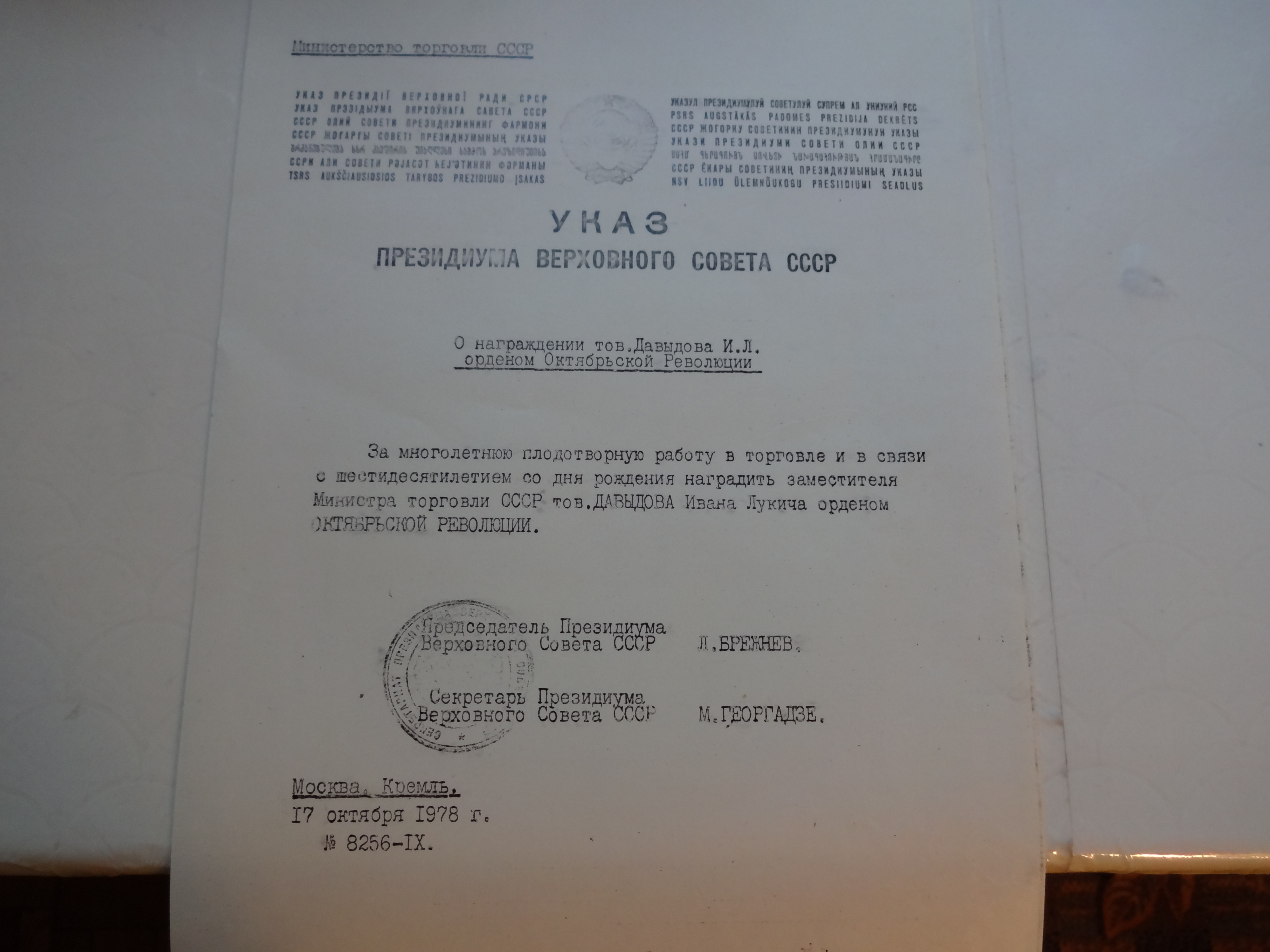
Указ ПВС СССР

## Биография

### Семья, детство
Родился 18 октября 1918 года в деревне Селищи, Шатурского района Московской губернии. Был вторым из семи детей (Надежда, Иван, Владимир, Валентин, Анатолий, Виктор и Юрий) в семье Луки Романовича Давыдова и его жены Варвары Ивановны (в девичестве Родионовой). Среднюю школу окончил в г. Шатуре, куда семья переехала в 20-е годы.
Лука Романович помимо крестьянского труда в зимне-весенний период занимался отходничеством. Поскольку был неплохим столяром, работал в составе артели на стройках в Санкт-Петербурге, Киеве и Одессе. После устроился столяром на Рошальский пороховой завод. На заводе в 1924 году вступил в Российскую коммунистическую партию (большевиков), или РКП(б). Затем по партийному призыву работал в г. Шатуре в системе потребительской кооперации.

### Учёба в институте
После окончания школы Иван поехал покорять Москву. Мечтал поступить в Московский архитектурный институт, так как был не обделён художественными способностями. Экзамены сдал, но по конкурсу, который и в те годы был очень высоким, не прошёл. Чтобы не возвращаться ни с чем домой, решил поступить на подготовительный курс в Московский институт советской кооперативной торговли о котором случайно узнал от знакомых. Думал год позаниматься в МИСКТе, а потом снова сдавать экзамены в МАРХИ. Когда год прошёл, и он отправился в деканат забирать документы, чтобы отнести их в архитектурный, ему сказали: «Документы отдадим только после возмещения финансовых затрат на Ваше обучение». Сумма для погашения долгов для него была неподъёмной. Пришлось отказаться от мечты стать известным архитектором и начать обучаться торговым премудростям.
Институт, в котором предстояло учиться Ивану Давыдову, был во многом уникальным. На Волоколамском шоссе, неподалёку от станции метро «Сокол», был построен целый городок из шести пятиэтажных корпусов, в которых разместились учебные аудитории и общежитие. Корпуса этого многофункционального комплекса (ныне принадлежащего Московскому авиационному институту) представляют собой оригинальную планировочную композицию, состоящую из полукруглого корпуса и отходящих от него «лучей». Фасады с интересными деталями, типичными для начала 1930-х годов (архитектор Н. Я. Колли), ныне региональный памятник архитектуры.
Учредителем вуза в 1932 году стала организация под названием «Центросоюз СССР». Эта всесоюзное полугосударственное образование потребительской кооперации обладало огромными финансовыми и организационными возможностями.
В институте преподавали лучшие на тот момент профессора. Например, курс политэкономии социализма читал будущий кандидат в члены Президиума ЦК КПСС, секретарь ЦК КПСС, министр иностранных дел СССР Дмитрий Трофимович Шепилов.
Курс истории ВКП(б) вел Владимир Семёнович Кружков в последующем Член-корреспондент АН СССР, заведующий Отделом пропаганды и агитации ЦК КПСС (1953—1955 гг.). Вели занятия не только преподаватели-москвичи, но специально приезжали корифеи экономической науки из Ленинграда, чтобы прочитать лекции студентам.
Секретарём комитета ВКП(б) Московского института советской кооперативной торговли был в последующем видный государственный и военно-политический деятель Василий Емельянович Макаров.
Общежитие института было одним из самых комфортабельных в Москве, в столовой кормили вкусно по доступной для студентов цене. Выпускники института получали достойное образование. Иван прилежно учился, а в свободное время подрабатывал рисованием. Оформлял различные кабинеты плакатами, выиграл даже конкурс на эскиз спичечной этикетки, который объявила калужская спичечная фабрика «Гигант». Перед войной по всей стране продавали миллионы спичечных коробков, оформленных студентом МИСКТа И. Давыдовым (правда, денег за эту работу ему так и не заплатили).
Окончание института совпало с началом Великой Отечественной войны. Торжественный вечер, назначенный на 28 июня 1941 года, на котором по предварительной договорённости должен был присутствовать Председатель Президиума Верховного Совета СССР Михаил Иванович Калинин, и вручать дипломы выпускникам, естественно отменили. Их вручили в рабочей обстановке, без помпезности.
В конце июня 1941 года вместе с другими студентами Иван Давыдов добровольно отправился в военкомат для того, чтобы встать в ряды защитников Отечества. В военкомате приняли решение отправить молодых специалистов для обучения по ускоренной программе в Интендантскую академию РККА имени В. М. Молотова, которая находилась в г. Харькове.

### Великая Отечественная война
После окончания академии был отправлен на фронт в звании лейтенанта. В составе 51 отдельного местного стрелкового батальона принимал участие в обороне Тулы. По завершении обороны в феврале 1942 года был отозван в штаб Московской зоны обороны и в июне 1942 года назначен начальником продовольственного отделения 119 Укрепленного района, в составе которого участвовал в боях на Курской дуге и освобождении Белоруссии. В марте 1944 года был назначен начальником организационно-планового отделения 119 Укрепрайона. В составе Белорусского и 1-го Белорусского фронтов принимал участие в освобождении Польши и взятии Берлина.
В мае 1945 года расписался на Рейхстаге, что считал счастливейшим событием в своей жизни.
Войну закончил майором в должности начальника организационно-планового отделения штаба 119 Укрепрайона 33 армии 1-го Белорусского фронта на р. Эльбе, в районе городов Косвиг и Виттенберг. Воевали на различных фронтах и два его родных брата (Валентин и Владимир), которые были награждены боевыми орденами и живыми вернулись домой.
119-й укреплённый район — формирование (воинская часть) РККА ВС СССР в Великой Отечественной войне (1941—1945 гг.) имел в своём составе: 6 отельных пулемётно-артиллерийских батальонов и 2 полка (минометный и пушечно-артиллерийский), а также отдельные: роту связи, разведывательную и инженерную роты. Командующий 119 Укрепрайоном генерал-майор Г. В. Лихов.

### Работа в Туле
В 1946 году с большими сложностями удалось демобилизоваться из армии (молодого перспективного офицера командование не отпускало на «гражданку») и приехать на родину жены. Начал трудиться в Туле на рядовых должностях, но вскоре был замечен руководством области и направлен на работу в Исполком Тульского областного Совета депутатов трудящихся, где был сначала начальником Управления промышленности продовольственных товаров Тулоблисполкома, а затем начальником областного Управления торговли . В 1950 году окончил вечерний университет марксизма-ленинизма.
Согласно закону, отраслевые хозяйственные министерства были ликвидированы и управление промышленностью и строительством организовано по территориальному принципу. В каждой территории образовывались советы народного хозяйства, или совнархозы. Изначально совнархозы были созданы в каждой области, крае, автономной республике (всего 105 районов), и лишь через 5 лет, когда вполне проявилась излишняя дробность такого районирования, руководство страны приступило к объединению совнархозов. В соответствии с постановлением Совета Министров СССР (СМ СССР) от 26 декабря 1962 г. № 1690 «Об образовании Советов народного хозяйства экономических районов РСФСР» был создан СНХ Приокского экономического района (с центром в г. Туле). Приокскому СНХ были подчинены Брянский, Калужский, Орловский и Тульский совнархозы.
По состоянию на 1963 год в СССР было 47 Совнархозов. 
В 1958 году был назначен заместителем председателя Тульского Совета народного хозяйства (Совнархоза), а с 1963 — заместитель председателя Приокского Совнархоза (Тульская, Брянская, Орловская и Калужская области). Заместителям Председателя Совнархоза были предоставлены права заместителей Министров республик.
Работая начальником Управления промышленности продовольственных товаров Тулоблисполкома в 1954 году организовал после многолетнего перерыва возобновление производства тульских пряников. Тульские пряники и поныне являются визитной карточкой города и области.
.
Под его руководством и активном участии за время работы заместителем председателя Тульского, а позже Приокского Совнархозов, было освоено производство мотороллеров (Туламашзавод), швейных машинок (ТОЗ), стиральных машин (Патронный завод). На патронном заводе было налажено производство сувенирных самоваров, которые и сейчас пользуются у гостей Тульского региона большим спросом.
Также при его непосредственном участии менее чем за два года в Тульской области был построен ряд предприятий пищевой, лёгкой и деревообрабатывающей промышленности в угледобывающих районах области. Это позволило решить задачу, поставленную Правительством СССР в 1957 году постановлением Совмина СССР и ВЦСПС от 13.07.57 № 839 «О мерах по замене женского труда на подземных работах в горнодобывающей промышленности и на строительстве подземных сооружений» (около 150 шахт), предоставив женщинам более лёгкую работу на вновь открываемых фабриках и заводах области.
После отставки Н. Хрущёва, совнархозы были ликвидированы и управление народным хозяйством вернулось к централизованному ведомственному управлению.

### Работа в Москве
В 1965 году был переведен на работу в Москву, где был избран заместителем Председателя правления Центрального Союза потребительских обществ (Центросоюза) СССР. Будучи одним из руководителей потребкооперации страны, курировал всю торговлю (в том числе внешнюю) и хлебопекарную промышленность системы Центросоюза, что составляло 1/3 всего товарооборота СССР.
Кооперативная торговля системы Центросоюза обслуживала в основном сельское население через потребительскую кооперацию, которая также закупала сельскохозяйственные продукты (яйца, шерсть, меха и некоторые другие виды сырья, картофель, овощи, бахчевые, фрукты и др.) у колхозов, совхозов и сельского населения. Потребительская кооперация вела и комиссионную торговлю сельскохозяйственными продуктами, преимущественно в городах, по ценам, как правило, несколько выше государственных розничных, но ниже цен колхозного рынка

С 1969 по 1987 гг. работал заместителем Министра торговли СССР. Назначение на должность заместителя Министра торговли СССР утверждалось решениями Политбюро или Секретариата ЦК КПСС.
Одной из основных обязанностей Минторга СССР в ту пору было обеспечение рынка страны необходимыми населению товарами. Министерство изучало потребительский спрос, давало заявки на производство товаров, добивалось через плановые органы включения их в планы производства отраслевых министерств и ведомств, постоянно работало с производителями по обеспечению выполнения этих планов, распределению товарной массы между министерствами торговли союзных республик СССР.

На протяжении 18 лет был заместителем у 3-х министров торговли СССР: Александра Ивановича Струева, Григория Ивановича Ващенко, Кондрата Зигмундовича Тереха.
В Минторге СССР отвечал за торговлю товарами культурно-бытового назначения (вся номенклатура товаров, кроме продовольствия, одежды и обуви) всей страны. Постоянно и тесно сотрудничал с плановыми и финансовыми органами, министерством внешней торговли СССР, различными ведомствами, производившими и поставлявшими эти товары.
Являлся также начальником штаба Гражданской обороны отрасли.
Осуществлял большую издательскую и просветительскую работу в качестве главного редактора журналов «Коммерческий вестник» и «Новые товары».
В 1975—1980 гг. — Член Организационного комитета Олимпийских игр в Москве.
С 1987 года персональный пенсионер союзного значения.
Указом Президента РФ от 28.08.2003 N 995 назначена (дополнительная к основной по старости) персональная пенсия «За выдающиеся достижения и особые заслуги перед Российской Федерацией в области государственного управления народным хозяйством страны» в размере 3000 рублей (+ ежегодная индексация).
После ухода на пенсию в течение 10 лет работал научным консультантом в НИИ проблем информации в торговле.
На протяжении многих лет являлся активным членом Региональной Общественной Организации «Тульское Землячество».

### Память
Указом Губернатора Тульской области от 5 сентября 2018 г. № 188 за выдающиеся заслуги перед Российской Федерацией и Тульской областью, высокий личный авторитет, многолетний добросовестный труд, большой личный вклад в социально-экономическое развитие Тульской области ДАВЫДОВУ Ивану Лукичу присвоено почетное звание «Почетный гражданин Тульской области» (посмертно).
К 100-летию со дня рождения И. Л. Давыдова готовились документы на присвоение ему звания «Почётный гражданин Тульской области». Он не дожил до этого события несколько месяцев. Почётное звание было присвоено ему посмертно.

## Жена, дети…
Жена — Давыдова (Киреичева) Тамара Ивановна (30. 7. 1919 г. Тула — 24. 2. 2015 г. Москва), работала преподавателем, ветеран Великой Отечественной войны. Её родной брат Киреичев Аркадий Иванович погиб при защите г. Севастополя в июле 1942 года.
Тамара Ивановна и Иван Лукич Давыдовы прожили совместно 74 года со дня своей свадьбы (учились в одной группе и поженились на последнем курсе института 4 февраля 1941 года).
Дети: дочь Наталья 1942 года рождения, сын Сергей 1947 года рождения, внучка Анна 1965 года рождения, правнук Александр 1989 года рождения.
8 февраля 2021 года родился праправнук, которого назвали Иваном.
6 марта 2024 года родилась праправнучка Ирина.

## Смерть и похороны
Скончался 1 апреля 2018 года на 100-м году в Москве.
Гражданская панихида и отпевание прошли в Ритуальном зале ЦКБ Управления делами Президента РФ с участием родных и близких друзей покойного. После панихиды состоялась кремация, а прах, согласно воле усопшего, похоронили рядом с женой Тамарой Ивановной на Леоновском кладбище Москвы.

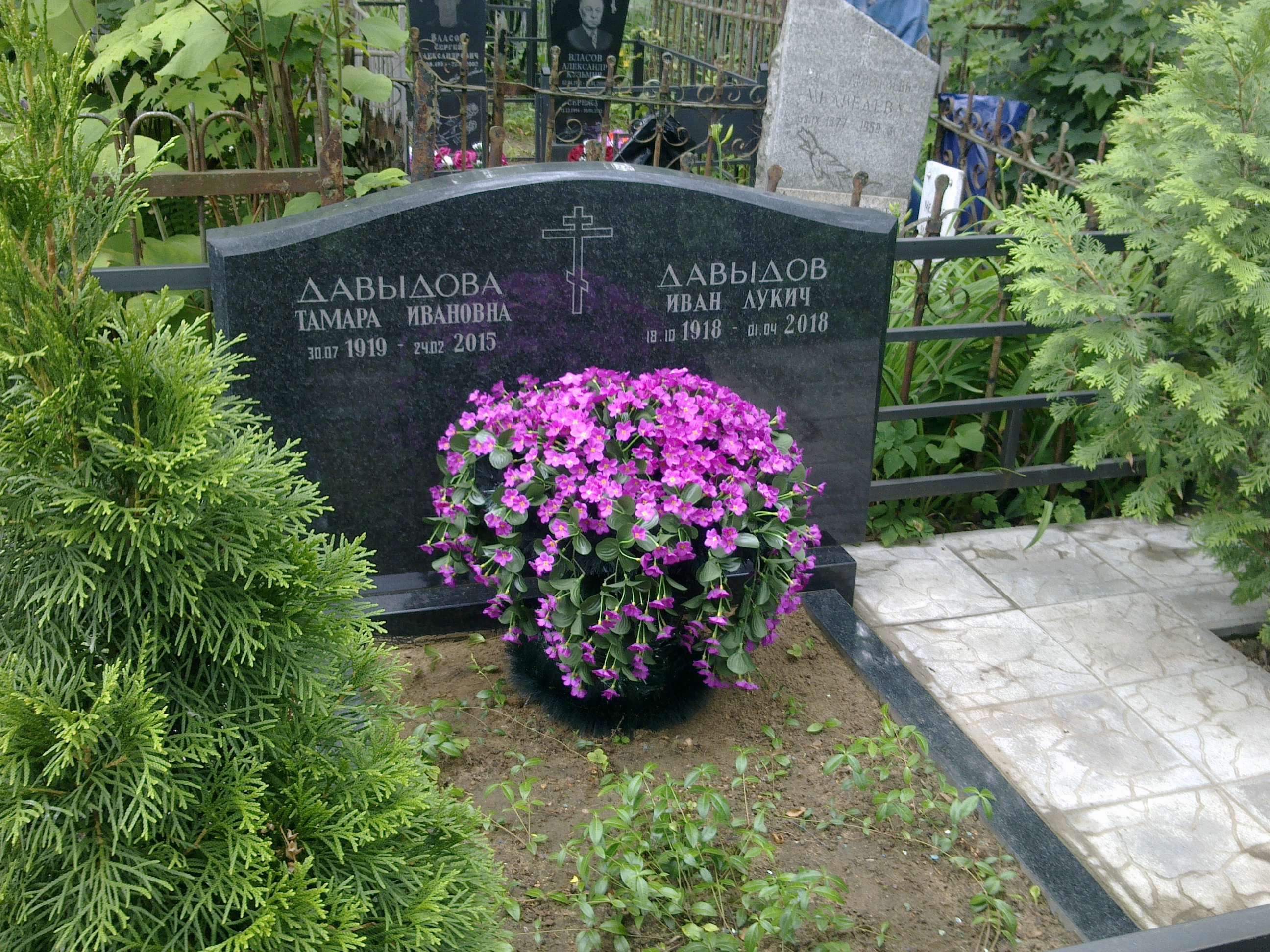
Москва, Леоновское кладбище

## Награды
- Орден Октябрьской Революции[24].
- Орден Отечественной войны I степени[25].
- Орден Отечественной войны II степени (1945)[26]
- Орден Красной Звезды (1944)[27]
- Орден Трудового Красного Знамени[28].
- Орден Трудового Красного Знамени[29].

Медали:
- За оборону Москвы
- За освобождение Варшавы
- За взятие Берлина
- За победу над Германией в Великой Отечественной войне 1941—1945 гг.
- Медаль «В ознаменование 100-летия со дня рождения Владимира Ильича Ленина»[30].
- Медаль «Двадцать лет победы в Великой Отечественной войне 1941-1945 гг.»
- Медаль «Тридцать лет Победы в Великой Отечественной войне 1941-1945 гг.»
- Медаль «Сорок лет Победы в Великой Отечественной войне 1941-1945 гг.»
- Медаль «50 лет Победы в Великой Отечественной войне 1941-1945 гг.»
- Юбилейная медаль «60 лет Победы в Великой Отечественной войне 1941—1945 гг.»
- Медаль «65 лет Победы в Великой Отечественной войне 1941—1945 гг.»
- Медаль «50 лет Вооружённых Сил СССР»
- Медаль «60 лет Вооружённых Сил СССР»
- Медаль «70 лет Вооружённых Сил СССР»
- Медаль Жукова
- Медаль «Ветеран труда»
- Медаль «В память 850-летия Москвы»
- Медаль «60 лет освобождения Республики Беларусь от немецко-фашистских захватчиков»
- Медаль «65 лет освобождения Республики Беларусь от немецко-фашистских захватчиков»
- Медаль «70 лет освобождения Республики Беларусь от немецко-фашистских захватчиков»
- Юбилейная медаль «70 лет Победы в Великой Отечественной войне 1941—1945 гг.»
- Памятная медаль «В честь 70-летия обороны Тулы и начала контрнаступления под Москвой»
- Знак «Шахтёрская слава» II степени.
- Знак «50 лет пребывания в КПСС»
- Нагрудный знак «25 лет Победы в Великой Отечественной войне»

Почётные звания
- Почётный знак Гражданской обороны СССР
- Знак «Почётный ветеран города Москвы»
- Почетная грамота администрации Тульской области[31]
- Почётный гражданин Тульской области[32]